# Sobaleuka
Sobaleuka (biał. Собалеўка; ros. Соболевка, Sobolewka) – wieś na Białorusi, w obwodzie mińskim, w rejonie borysowskim, w sielsowiecie Msciż. W 2009 roku liczyła 17 mieszkańców.